# Giro dell'Appennino 1953
Il Giro dell'Appennino 1953, quattordicesima edizione della corsa, si svolse il 5 luglio 1953, su un percorso di 224 km. La vittoria fu appannaggio dell'italiano Angelo Conterno, che completò il percorso in 6h45'00", precedendo i connazionali Giovanni Pettinati e Gianni Ghidini.
I corridori che partirono da Pontedecimo furono 47, mentre coloro che tagliarono il traguardo di Genova furono 37.

## Ordine d'arrivo (Top 10)
| Pos. | Corridore          | Squadra         | Tempo    |
| ---- | ------------------ | --------------- | -------- |
| 1    | Angelo Conterno    | Fréjus          | 6h45'00" |
| 2    | Giovanni Pettinati | Benotto         | a 30"    |
| 3    | Gianni Ghidini     | Lygie           | a 2'05"  |
| 4    | Mario Ciabatti     | Fréjus          | s.t.     |
| 5    | Michele Gismondi   | Bianchi-Pirelli | s.t.     |
| 6    | Stefano Gaggero    | Bianchi-Pirelli | s.t.     |
| 7    | Lido Sartini       | Lygie           | s.t.     |
| 8    | Franco Giacchero   | Bianchi-Pirelli | s.t.     |
| 9    | Walter Serena      | Welter-Ursus    | a 2'50"  |
| 10   | Bruno Monti        | Arbos           | s.t.     |